# Vattenfärg

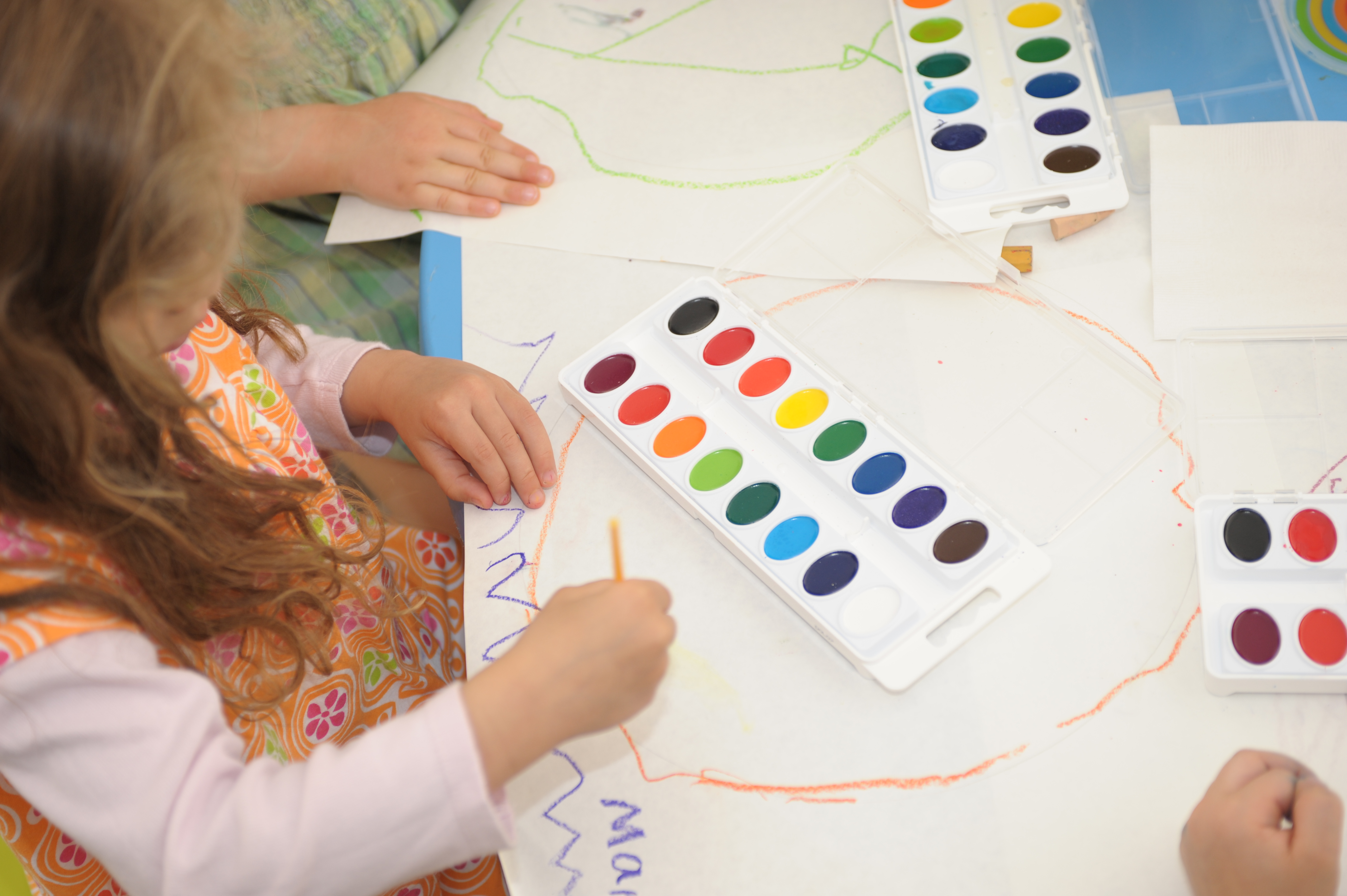
Barn som använder vattenfärger

Vattenfärg är ett vanligt ord för akvarellfärg, men kan även inkludera till exempel gouachefärger, som också de är vattenlösliga. Eftersom begreppet är ospecifikt används det främst i vardagsspråk och inte i facksammanhang.
Vattenfärger, då av enklare typ, används ofta av barn, då de är lätthanterliga och inte kräver hälsovådliga lösningsmedel.
Äldsta kända tryckta svenska källan där vattenfärg nämns är från 1556.
Ordet "vattenfärg" har förr dock även använts för färg som liknar färgen hos vatten. Exempelvis skrev Carl von Linné cirka 1750 "En wattenfärg i ansigtet är tecken til, at man är mycket swag".